# Michel Piquemal (musicien)
Pour les articles homonymes, voir Michel Piquemal, écrivain jeunesse français.
Répertoire
Musique classique Oratorio Lied
Michel Piquemal est un chef de chœur et chef d'orchestre français, né le 15 avril 1947 à Paris. Il est également chanteur baryton.

## Biographie
Originaire de l’Ariège, ses parents sont instituteurs. Michel Piquemal souhaite très tôt faire du piano. C'est un professeur de la ville de Paris, Françoise Deslogères qui en parle à ses parents et, grâce à elle, il commence à étudier le piano et le solfège au CNR de Boulogne. À son entrée au collège en classe de sixième, c'est elle encore qui convainc ses parents qu'il peut entrer à la Maîtrise de Radio France de par la qualité de sa voix, grande maîtrise déjà réputée à l'époque. Il passe l'audition avec succès.
Michel Piquemal commence donc ses études de chant à la maîtrise de l’ORTF devenue aujourd'hui la Maîtrise de Radio France. Il poursuit une formation complète à la Maitrise de Radio France. Il poursuit ensuite sa formation vocale avec Pierre Bernac et Denise Duval (interprète fétiche, fameuse "Voix Humaine" qualifiée de double féminin de Francis Poulenc) pour la mélodie française et enfin, au Mozarteum de Salzbourg pour l'interprétation du Lied.
Michel Piquemal est officier de l'ordre national du Mérite, officier des Arts et des Lettres, et chevalier de la Légion d’honneur pour l'ensemble de ses contributions musicales au patrimoine. Il a, de plus, reçu le prix hongrois Pro Artibus.

### Chanteur
Dès 1960, la voix de Michel Piquemal est repérée parmi les élèves "Maîtrisiens" de Radio France. Il a alors 14 ans, et est choisi pour chanter "L'enfant à l'Etoile" aux côtés de Gilbert Bécaud sous la direction de Georges Prêtre le 14 décembre 1960 retransmis à la Télévision Française.
Après avoir été l’assistant de Jacques Jouineau à la Maitrise de Radio France, Michel Piquemal enseigne le chant à la Maîtrise de Radio France en parallèle de sa carrière de baryton.
Il est repéré dans un de ses concerts par Pierre Bernac (baryton et interprète préféré de Francis Poulenc) qui vient le rencontrer à la fin de celui-ci, et, séduit par sa voix, souhaite le prendre comme élève.
A cette occasion, il croise Jessye Norman, également élève de Pierre Bernac, avec qui il crée des liens forts et réalise en 1990 un Concert de Noël à la cathédrale Notre-Dame de Paris qui donne lieu à un disque de référence (Jessye at Notre-Dame) ainsi qu'une émission de télévision du Grand Échiquier avec Jacques Chancel.
En 1971, il est choisi par Maurice Béjart comme baryton pour interpréter "Le Chant du Compagnon errant", inspiré du cycle de mélodies pour baryton et orchestre de Gustave Mahler (« Lieder eines fahrenden Gesellen ») dans le cadre de la création de son pas de deux au Forest National de Bruxelles, puis aux Palais des Sports de Paris, aux côtés de Rudolf Noureev, (direction musicale Manuel Rosenthal).
Dans les années 1990, il est l'interprète de référence à travers le monde de la Mélodie Française de par la qualité de sa voix de baryton et l'adoubement de son travail par Pierre Bernac en personne, donnant lieu à de nombreux enregistrements de référence.
De 1985 à 1994, il enseigne en tant que professeur de chant et de chorale au Conservatoire National Supérieur de Musique de Paris et au conservatoire du 18e arrondissement de Paris jusqu’en 2012. Il a formé et accompagné entre autres : Nora Gubisch, Hélène Le Corre, Sophie Marin-Degor, Béatrice Uria-Monzon, Clémentine Margaine et Norah Amsellem.
Sa discographie de plus d'une cinquantaine de disques est riche et diversifiée. En qualité de baryton, il enregistre des œuvres de Liszt, Sauguet, Lalo, Rossini, avec la pianiste Christine Lajarrige, des mélodies de Poulenc.

### Chef de chœur
En 1978, en parallèle de sa carrière de chanteur, il fonde l'Ensemble vocal Michel Piquemal - ensemble professionnel - avec lequel il crée des œuvres de François Vercken, Roger Calmel, Jacques Castérède, Kamillo Lendvay, Marcel Landowski, Jean Guillou ou encore Jean-Louis Florentz mais également dans l'idée de l'accompagner lors des enregistrements de ses disques en tant que baryton. A cette occasion, il parfait sa formation de direction de Choeur.
Son ensemble vocal professionnel (Ensemble Vocal Michel Piquemal) devient rapidement un ensemble de référence de la musique vocale en France et est invité sur de nombreux plateaux de télévisions (Dimanche Martin, Le Grand Echiquier...). Il se produit dans de nombreux concerts à travers la France entière (une soixantaine par an).
En 1987, Michel Piquemal se voit confier la direction artistique et musicale du Chœur régional Vittoria d'Île-de-France lorsque la région Île-de-France souhaite doter la région francilienne d'un choeur de référence.
En 1989, Michel Piquemal devient directeur musical du Chœur régional Provence-Alpes-Côte d'Azur et de l’Académie internationale de chœurs et d’orchestre du Festival de l’Abbaye de Sylvanès.
En 1989, il devient directeur artistique du Grand Chœur de l’Abbaye aux Dames de Saintes.
Largement reconnu par ses pairs, il a à cœur de transmettre sa passion de la musique, notamment française, et de donner leurs chances aux nouveaux artistes . Il décide dès lors de se consacrer à sa carrière de Chef de Choeur et d'Orchestre.

### Chef d'Orchestre
Dans le cadre de la direction musicale et artistique de ses différents Choeurs et Ensemble, Michel Piquemal se met à la direction d'Orchestre principalement sur des œuvres d'oratorios mêlant voix et orchestre symphonique. Et c'est bien en tant que Chef d'Orchestre et pour sa connaissance des oeuvres d'oratorios qu'il reçoit deux récompenses.
- En 1996 : A la tête de son ensemble vocal, Michel Piquemal remporte en 1996 les troisièmes Victoires de la musique classique avec l'enregistrement consacré à l'intégrale de la musique sacrée de Maurice Duruflé, paru chez Naxos[4].

- En 1998 : une première victoire de la musique classique qui sera alors suivie d’une deuxième, cette fois-ci avec le Chœur régional Vittoria d'Île-de-France, en 1998, pour son enregistrement du Roi David d’Arthur Honegger, - paru chez Naxos en compagnie de Jacques Martin (animateur) récitant - et pour l’ensemble de ses réalisations.

Il est invité à diriger de nombreux orchestres nationaux et internationaux, tels que ceux de Bordeaux, Cannes, Marseille, Nice, Avignon, Nancy, l'Orchestre national de Lille, l'Orchestre national d'Île-de-France, l'Orchestre philharmonique des Pays de la Loire, l'Ensemble orchestral de Paris, l’Orchestre symphonique d’État Hongrois, l’Orchestre de la radio de Budapest, l’Orchestre de Bucarest, l’Orchestre philharmonique royal de Liège, l’Orchestre symphonique de Bretagne, l’Orchestre des Concerts Lamoureux, l'Orchestre philharmonique du Maroc...
Avec ses diverses formations, il a réalisé de nombreux enregistrements de référence consacrés à Rossini, Mendelssohn, Brahms, Schubert, Cornelius, Donizetti, Gabriel Fauré, Ropartz, Poulenc, Lendvay, Duruflé, Arthur Honegger ou encore Tomasi.
Michel Piquemal se spécialise également, à travers la direction, dans la découverte d'œuvres du répertoire de la musique classique oubliées.
- En 1996, il est acteur de la redécouverte du Saint François d'Assise de Charles Gounod. Elle se tiendra le 20 juin 1996 au Festival d'Auvers-sur-Oise en la cathédrale Saint-Maclou de Pontoise par l’Orchestre de la Cité, le Chœur régional Vittoria d’Île-de-France, les solistes Marc Laho et Thierry Félix, sous la direction de Michel Piquemal. Cette renaissance a été possible grâce à la découverte du manuscrit dans la Congrégation des Sœurs de la Charité Saint-Louis par Pascal Escande, directeur-fondateur du Festival d'Auvers-sur-Oise.

- En 2012, il entreprend un travail de réhabilitation de la musique de Martial Caillebotte, frère du peintre impressionniste Gustave Caillebotte, qu'il a enregistré (et fait rééditer) sous la forme de deux albums, dont la Messe solennelle de Pâques, largement salué par la critique [6]. Le disque obtient plusieurs récompenses, entre autres, les 4 F de Télérama et de 4 # diapasons, sous le label des Éditions Hortus[7].

- En 2014, il poursuit l'exploration de l’œuvre de Martial Caillebotte et sort un nouveau disque consacré à la musique de Martial Caillebotte composé de trois pièces musicales : le Dies Irae, le poème symphonique Une Journée et le Psaume 132 - Ecce quam bonum (Éditions Hortus) en regsutrés avec des solistes d'exception : Karine Deshayes, Clémentine Margaine, Philippe Do, Boris Mychajliszyn, Rudi Fernandez-Cardenas et en récitant Éric Génovèse, Sociétaire de la Comédie-Française.
- En 2017, avec le Chœur régional Vittoria d’Île-de-France, il fait redécouvrir le travail d’un de ses maîtres, Roger Calmel, responsable des études à la Maîtrise de Radio France, et celui de son fils Olivier Calmel, lors d’un concert où il est question d’un « Passage » entre un père et son fils, d’un maître à son élève, d’une rive à l’autre… En passant commande d’une cantate à Olivier Calmel, Le Colosse de Mahdia, sur le thème de la filiation et des questions de migration, joint à une des oeuvres phare de son père Les chemins retrouvés.
- En 2018, il noue une collaboration avec Bartabas, autour du Requiem de Mozart. Le spectacle d’origine est créé en 2017 dans le cadre de la Semaine Mozart de Salzbourg avec Marc Minkowski, mais prend une dimension musicale nouvelle à la Grande halle de la Villette, en mai 2018, grâce à l’intervention Michel Piquemal qui propose d'accompagner ce ballet équestre par la transcription peu connu du Requiem de Mozart pour chœur et deux pianos de l’œuvre mozartienne réalisée par Carl Czerny au XIXe siècle.

- En 2019, son dernier Opus, Le Dilettante d'Avignon de Fromental Halévy, aux Editions Klarthe[8], connaît un succès retentissant (4 # diapasons, 4 étoiles Classica, Le Clic de Classicnews[9]..). Michel Piquemal a souhaité par cet enregistrement remettre au goût du jour "un petit bijou du XIXe siècle" et un compositeur trop peu joué à son goût. Disque qui renoue avec à sa formation d'origine autour de la Mélodie et de la chanson Française du XIXe.

Michel Piquemal aime également étendre et participer à l'enrichissement du répertoire vocal et du chant choral.
- En 2017, l'Opus la MisaTango dite « Messe à Buenos Aires » de Martin Palmeri qu’il a enregistré sous le label des Editions Hortus souhaite faire découvrir au public Français une œuvre de Tango Oratorio qui connaîtra immédiatement un succès populaire, renouvelant le répertoire du chant choral, et devenant une des œuvres vocales les plus jouées en France en 2018 et 2019.

- En 2018, la MisaTango "Messe à Bueno Aires" est chorégraphiée par la Compagnie Julien Lestel alors en résidence à l'Opéra de Massy . Pour cette occasion le compositeur Martin Palmeri présent lors de cette création mondiale a tout spécialement composé une « ouverture » et un « offertoire » à sa MisaTango en remerciement du travail de Michel Piquemal autour de son œuvre en création mondiale.

En parallèle de ses activités avec ses chœurs et son ensemble vocal dont il assure toujours la direction, Michel Piquemal réalise de nombreux stages de chant, Masterclass ou Festival, et ce, afin de continuer à transmettre à un public amateur ou professionnel, ses connaissances de la Direction et du Chant Choral, comme lors de l'Académie de Chœur du Festival de Musique de l'Abbaye de Sylvanès ou au domaine de Bayssac.

## Chœurs en direction
- 1978 : il fonde l'Ensemble Vocal Michel Piquemal (ensemble professionnel)
- 1987 : il se voit confier la direction du Chœur Régional Vittoria d'Ile-de-France
- 1989 : il se voit confier la direction du Chœur Régional Provence Alpes Côte d'Azur
- 1989 : il se voit confier la direction de l'Académie du Festival de l'Abbaye de Sylvanès
- 1994 :  il se voit confier la direction du Chœur de l'Abbaye aux Dames de Saintes

## Discographie

### Disques en tant que Baryton[10]
- 2003 : Mélodies de Gabriel Fauré, Michel Piquemal (baryton) et Christine Lajarrige (piano), L'empreinte Digitales Label
- 2002 : Requiem - Psaume 129 - Messe brève de Guy Ropartz, Accord (label)
- 2001 : Requiem pour la Paix, Fanfares Liturgiques... de Henri Tomasi, Jacqueline Mayeur (interprète), Michel Piquemal (baryton), Marie-Paul Lavogez, Naxos (label)
- 2000 : Messes et Motets : Messe "Te Deum Laudamus", "Messe de Sainte-Cécile", "Messe de Sainte-Odile" de Guy Ropartz, Éric Lebrun (musicien)Michel Piquemal (baryton), Naxos (label)
- 1999 : Pelléas et Mélisande de Claude Debussy pour piano seul
- 1998 : Chansons Villageoises - Bestiare - Bal Masqué... de Francis Poulenc, Camerata de Bourgogne (interprète), Michel Piquemal (baryton), Pierre Verany Label
- 1997 : Messe Cum Jubilo - Suite / Op.5, Prélude, Adagio... de Maurice Duruflé, Naxos (label)
- 1997 : Banalités, de Francis Poulenc, Michel Piquemal (baryton) et Christine Lajarrige (piano), Naxos (label)
- 1996 : Requiem de Maurice Duruflé 2ème version pour soli, choeur et orgue par Pierre Villette, Jacqueline Mayeur (interprète), Michel Piquemal (baryton)
- 1995 : Requiem de Maurice Duruflé (Michel Piquemal baryton), Naxos (label)
- 1995 : Messa Di Gloria e Credo Gaetano Donizetti, Choeur lyrique d'Avignon, Michel Piquemal (baryton), Adda Label.
- 1994 : Psaume 136, Vèpres sonnent, Miracle de la Saint-Nicolas de Guy Ropartz, Christian Papis (interprète), Didier Henri (interprète), Michel Piquemal (interprète), Naxos (label)
- 1993 : Stabat Mater - Requiem de Peter Cornelius (musicien), Jaqueline Mayeur (interprète), Frédéric Vassar (interprète), Michel Piquemal (interprète), Harmonia Mundi
- 1990 : Requiem - Messe Basse de Gabriel Fauré, Bernard Thomas (interprète), Michel Piquemal (baryton)
- 1990 : Chants sérieux / Opus.52, Sérénade N°2 / Opus 16, de Johannes Brahms, Armin Jordan (interprète), Michel Piquemal (baryton), Erato (label)
- 1990 : Mélodies de Jacques Chailley : A ma femme - Pèlerin d'Assise  - Poèmes (2) sur ma mort...
- 1989 : Dernière messe des vivants de François-Xavier Gossec
- 1989 : L'oiseau a vu tout cela - Garden Concerto - Sonate d'Eglise d'Henri Sauguet
- 1988 : Garden Concerto, Sonate d’église, L'oiseau a vu tout cela, Michel Piquemal (baryton), Jacques Vandeville (hautbois), Jean-Patrice Brosse (orgue), Ensemble instrumental Jean-Walter Audoli, Jean-Walter Audoli (dir.) - Arion

### Disques avec leChœur régional Vittoria d'Île-de-France[11]
- 2017 : MisaTango de Martin Palmeri, Gilberto Pereyra (bandonéon), Sophie Hanne (Mezzo), Orchestre Pasdeloup, Michel Piquemal (direction) Editions Hortus
- 2015 : Une Journée de Martial Caillebotte, Karine Deshayes (soprano), Clémentine Margaine (Mezzo), Philippe Do (interprète), Orchestre Pasdeloup, Michel Piquemal (direction) Editions Hortus

- 2012 : Messe solennelle de Pâques de Martial Caillebotte, Orchestre Pasdeloup, Michel Piquemal (direction), Editions Hortus.
- 2004 : Missa Solemior, Reges Tharsis, Adoro Te, Sonate à deux, Chant de Pâques, Cortège de Gaston Litaize
- 1997 : Le roi David d’Arthur Honegger, Jacques Martin (animateur) (récitant), Christine Fersen (récitant), Danielle Borts (Soprano), Marie-Ange Rodorovitch (Mezzo), Gilles Ragon (ténor), Orchestre de la Cité, Naxos (label)
- 1994 : Psaume 136, Les Vêpres sonnent, Dimanche, Nocturne, Le Miracle de Saint-Nicolas de Joseph-Guy Ropartz
- 1992 : Stabat Mater, Gloria et Litanies à la Vierge noire de Francis Poulenc
- 1991 : Stabat Mater, Via Crucis et Fantaisie et Fugue de Kamillo Lendvay avec Jaqueline Mayeur (mezzo), Eric Lebrun (orgue), Orchestre Symphonique de l'état Hongrois, Direction Michel Piquemal
- 1991 : Requiem, Psaume 129 et Messe brève en l’honneur de Sainte Anne de Joseph-Guy Ropartz
- 1990 : Jessye Norman at Notre Dame, direction Lawrence Foster, Chef de choeur Michel Piquemal
- 1989 : Requiem, Psaume XVIII de Camille Saint Saëns, Orchestre National d'Ile de France, direction Jacques Mercier, Chef de choeur Michel Piquemal (Adda)
- 1990 : Le Déluge, La Fiancée du Timbalier, La Nuit de Camille Saint-Saëns, Orchestre National d'Ile de France, direction Jacques Mercier, Chef de choeur Michel Piquemal (Adda)

### Disques avec l'Ensemble Vocal Michel Piquemal[12]
- 2003 : Œuvres vocales sacrées de Félix Mendelssohn avec Dominique de Williencourt (violoncelle), Jean Boyer (orgue), édition Ades
- 2002 : Œuvres vocales de Gioacchino Rossini avec Jean-Claude Pennetier (piano), édition Ades
- 2000 : Messe et motets de Joseph-Guy Ropartz avec Eric Lebrun (orgue), édition Naxos
- 1996 : La mer, Nocturne, La Demoiselle élue de Claude Debussy avec Mireille Delünsch (soprano), Sylvie Sullé (mezzo-soprano), l'Orchestre National de Lille, direction Jean-Claude Casadessus, Chef de Choeur Michel Piquemal
- 1995 : Requiem et œuvres d'orgues de Maurice Duruflé avec Béatrice Uria-Monzon (Mezzo), Didier Henry (baryton), Eric Lebrun (orgue), Orchestre de la Cité, édition Naxos
- 1992 : Petite Messe Solennelle de Gioacchino Rossini avec Françoise Pollet (soprano), Jacqueline Mayeur (mezzo), Jean-Luc Viala (ténor), Michel Piquemal (baryton), Raymond Alessandrini (piano), Emmanuel Mandrin (harmonium), édition Accord
- 1991 : Stabat Mater, Via Crucis et Fantaisie et Fugue de Kamillo Lendvay avec Jaqueline Mayeur (mezzo), Eric Lebrun (orgue), Orchestre Symphonique de l'état Hongrois
- 1991 : Requiem, Psaume 129 et Messe brève en l’honneur de Sainte Anne de Joseph-Guy Ropartz
- 1991 : Stabat Mater, Via Crucis et Fantaisie et Fugue de Kamillo Lendvay avec Jaqueline Mayeur (mezzo), Eric Lebrun (orgue), Orchestre Symphonique de l'état Hongrois
- 1990 : Chant sérieux - Libesliederwalzer, Sérénade de Johannes Brahms avec Amin Jordan, édition Erato
- 1990 : Quatuors pour Choeur de Johannes Brahms avec Susan Manoff (piano), Marielle Nordmann (harpe), édition Arion
- 1990 : Messe en sol majeur et en ut mineur, Tantum ergo, Kyrie de Franz Schubert avec Margo Pares-Reyna (soprano), Nathalise Stutzmann (alto), Guy Flechter (ténor), Philippe Fourcade (basse), Ensemble Orchestral Harmonia Nova, édition Gallo
- 1989 : Magnificat, Antiphone pour la visitation, les Laudes de Jean-Louis Florentz avec Ian Caley (ténor), Michel Bourcier (orgue), Ensemble orchestral de Paris, direction Armin Jordan, édition Erato

### Disques avec le choeur PACA - Région Sud
- 2019 : Le Dilettante d'Avignon de Fromental Halévy, Virginie Pochon (Soprano), Mathias Vidal (Ténor), Julien Véronèse, Arnaud Mazorati, Orchestre régional Avignon-Provence, Choeur régional Provence Alpes Côté d'Azur, Klarthe Label.
- 2002 : Pierre Cochereau, L’Œuvre Écrite , François Lombard, Jean-Marc Cochereau,  Michel Piquemal, Pierre Pincemaille, Ensemble de Cuivres de l’Orchestre Philharmonique de Marseille, Chœur Régional Provence-Alpes-Côte d’Azur, chez Solstice
- 1998 : Requiem pour la Paix et fanfares liturgiques de Henri Tomasi, Marie-Paule Lavogez (Soprano), Jacqueline Mayeur (Mezzo), Michel Pastor (Ténor), Didier Henry (Basse), Choeur régional Provence Alpes Côté d'Azur, Orchestre philharmonique de Marseille, Naxos
- 1991 : Messa di Gloria de Donizetti, Danièle Borst (Soprano), Hélène Jossoud (Mezzo), Jean-Luc Viala (Ténor), Vicent Le Texier (Basse), Orchestre Lyrique de Région Avignon-Provence, editions Adda.
- 1989 : Stabat mater de Peter Cornelius, Danièle Borst (Soprano), Jacqueline Mayeur (Mezzo), Jean-Luc Viala (Ténor), Frédéric Vassar (Basse), Chœur Région Sud (Chœur régional Provence-Alpes-Côte d'Azur), Orchestre Régional de Cannes-Provence-Alpes-Côte d'Azur Harmonia Mundi.

### Autres disques en tant que Chef d'Orchestre
- 2014 : Missa Cellencis de Joseph Haydn, Ensemble instrumental contrepoint, le grand Choeur du 36ème Festival de l'Abbaye de Sylvanès

## Distinctions
- 2001 : Président du jury du Concours international de quintette à vent Henri Tomasi
- 1998 : il remporte les 5e Victoires de la musique classique pour l'enregistrement du Roi David d'Arthur Honegger et pour l'ensemble de ses réalisations, avec le Chœur régional Vittoria d'Île-de-France
- 1996 : il remporte les 3e Victoires de la musique classique pour l'enregistrement Naxos de l'intégrale de la musique sacrée de Maurice Duruflé, avec son ensemble vocal
- Officier de l'ordre national du Mérite
- Officier des Arts et des Lettres
- Chevalier de la Légion d’Honneur
- Prix hongrois Pro Artibus.

## Documentaires
- Reportage sur Antenne 2 , le 8 aout 1980, à Vaison la romaine, des répétitions du requiem de Roger Calmel[13].
- Le Requiem perdu d'Henri Tomasi, de Jacques Sapiéga (2001), documentaire sur l'enregistrement du Requiem pour la Paix par Michel Piquemal, avec l'Orchestre philharmonique de Marseille, le Chœur Régional PACA et le Chœur départemental des Alpes maritimes.
- La Messe solennelle de Pâques, de Martial Caillebotte (2013), documentaire sur l'enregistrement de la Messe, avec l'Orchestre Pasdeloup et le Chœur régional Vittoria d'Île-de-France[14].
- La Misa Tango de Martin Palmeri (2016), documentaire sur l'enregistrement de la Misa Tango par Michel Piquemal avec l'Orchestre Pasdeloup, et le Chœur régional Vittoria d'Île-de-France[15].